# إيدي مارتن
إيدي مارتن (بالإنجليزية: Eddy Martin)‏ هو ممثل أمريكي، ولد في 10 سبتمبر 1990 بكاليفورنيا في الولايات المتحدة.

## أعمال

### أفلام
- (2004) اسبانغليش[3][4]

### مسلسلات
- كاسل

## وصلات خارجية
- إيدي مارتن على موقع IMDb (الإنجليزية)
- إيدي مارتن على موقع ألو سيني (الفرنسية)
- إيدي مارتن على موقع أول موفي (الإنجليزية)
- إيدي مارتن على موقع قاعدة بيانات الأفلام السويدية (السويدية)
- إيدي مارتن على موقع قاعدة بيانات الفيلم (الإنجليزية)
- إيدي مارتن على موقع كينوبويسك (الروسية)